# Szturm na klasztor Arkadi
Szturm na klasztor Arkadi – epizod powstania kreteńskiego z 1866 roku; obrona prawosławnego warownego klasztoru Moni Arkadiu (Μονή Αρκαδίου) w pobliżu Retimno, u podnóża gór Psiloritis. 

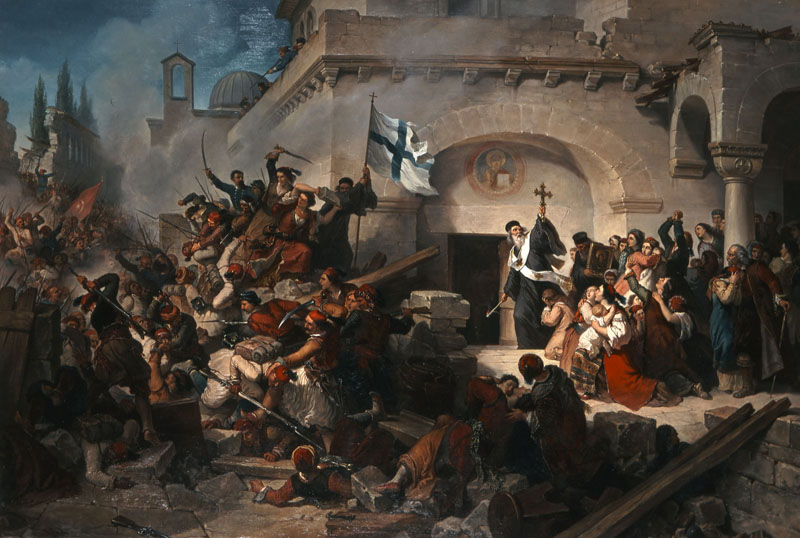
Wysadzenie powstańczej prochowni przez przeora Gabriela (mal. Giuseppe L. Gatteri)

## Tło wydarzenia

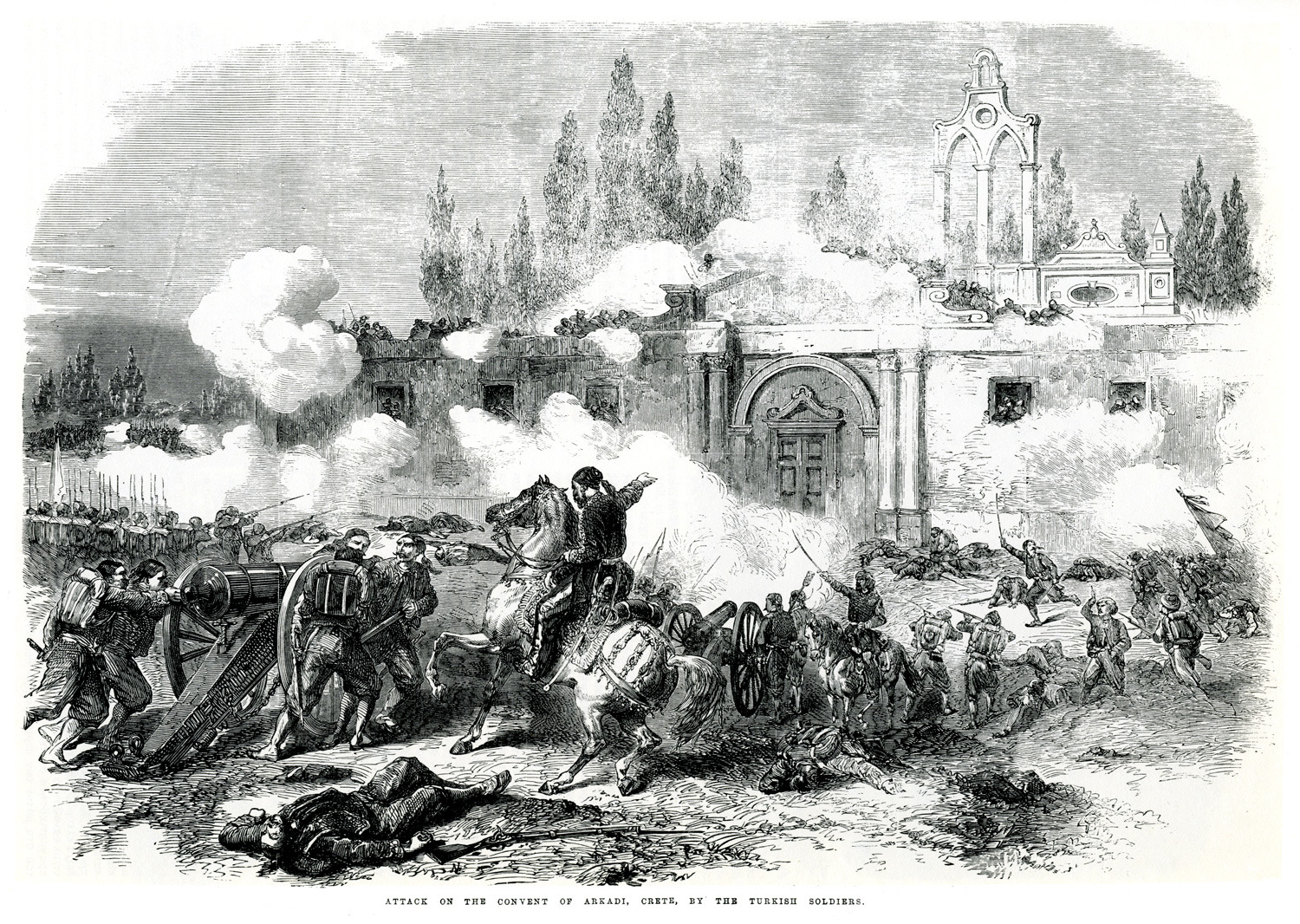
Szturm Turków na główną bramę klasztoru (współczesna rycina z Illustrated London News)

Odrzucenie przez sułtana Abdülaziza petycji mieszkańców Kandii z maja 1866 zapoczątkowało przygotowania do powstania przeciw tureckiej opresji i do faktycznej irredenty kreteńskiej, mającej poparcie niepodległej Grecji. Zgromadzenie kreteńskie zwołane 21 sierpnia oficjalnie ogłosiło przyłączenie Krety do Grecji, skąd w geście czynnego poparcia wysłano na wyspę kilkuset ochotników. Powstające tam komitety rewolucyjne wybierały swych przedstawicieli; w okręgu Retimno został nim przeor (ihumen) Gabriel (Georgios Marinakis) z Arkadi, a sam warowny klasztor Przemienienia Pańskiego stał się ważnym ośrodkiem ruchu powstańczego. Przysłany z Grecji i ogłoszony w Arkadi wojskowym komendantem rejonu Retimno Panos Koronajos uznał jednak niezdatność tego miejsca do obrony i je opuścił. Wbrew jego stanowisku i udzielonym wskazówkom w monasterze pozostało 259 zbrojnych powstańców zdecydowanych stawić opór pod komendą młodszego oficera Dimakopulosa; schroniła się tam również część okolicznej ludności cywilnej (głównie kobiety i dzieci) z najcenniejszym dobytkiem. Łącznie pod osłoną murów znalazły się 964 osoby, w tym jedynie 325 mężczyzn.

## Napaść na klasztor

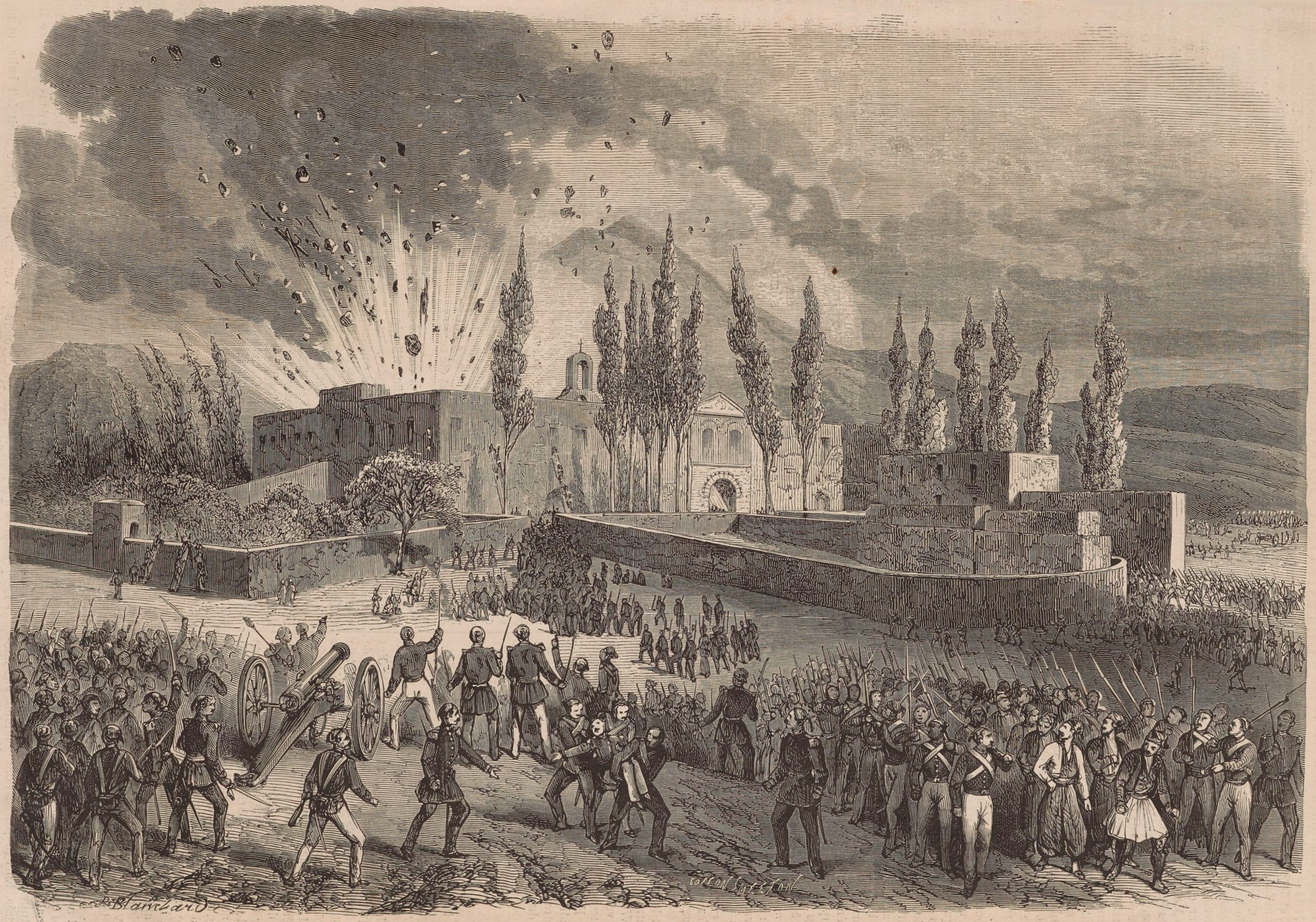
Wybuch prochów wewnątrz warowni (współczesna ilustracja)

Przeciwko powstańcom skierowano silną armię Mustafy Paszy, nadchodzącą od strony Retimno, z której część dotarła pod klasztor nocą 7/8 listopada 1866. 15-tysięczne wojska nieprzyjaciela dysponowały też 30 działami. Oblężeni odrzucili wcześniejsze trzykrotne wezwanie do kapitulacji. 
8 listopada wspomagany ostrzałem artyleryjskim atak od strony zachodniej skierowano na główną bramę monasteru. Kierowani przez ihumena Gabriela obrońcy wytrzymali dwa szturmy Turków, którzy w trzecim (9 listopada) sforsowali mury przez wyłom i wdarli się do wnętrza. Podczas walk toczonych na dziedzińcu ludność cywilna ukryła się w krypcie, gdzie umieszczono magazyn prochu. W beznadziejnej dla obrońców sytuacji, dla uniknięcia hańby niewoli zdecydowano o wysadzeniu tego schronienia. W trakcie walk i wskutek eksplozji śmierć poniosło 846 osób; do niewoli dostało się 114 ocalałych mężczyzn i kobiet, których przewieziono do Retimno, poddając upokorzeniom ze strony wojskowych i znęcaniu się cywilnej ludności tureckiej. Straty Turków w czasie oblężenia miały sięgać 1500 ludzi.

## Następstwa
Tragedia kreteńskich chrześcijan i poświęcenie jej ofiar zwróciły uwagę opinii światowej na sprawę Krety i walkę tamtejszych Greków o wyzwolenie spod opresji osmańskiej. Głos w ich obronie podniosły wybitne osobistości, m.in. Giuseppe Garibaldi i Wiktor Hugo; wydarzenie to spowodowało też napływ na wyspę ochotników-filhellenów. 
Oficjalna reakcja Grecji zmierzającej do bezpośredniej interwencji na Krecie, zagrażała wprost wywołaniem wojny; konferencja paryska w styczniu 1869 odmówiła jej jednak pomocy mocarstw, wzywając też do powstrzymania się od działań zbrojnych na wyspie. Greków zmuszono do ustąpienia, ale rząd sułtański po stłumieniu powstania zmuszony był przyznać Kreteńczykom prawo samorządu.
W literaturze polskiej wydarzenie to znalazło odbicie w następującym fragmencie wiersza hr. Władysława Tarnowskiego pt. Odwiedziny u Kanarisa (z cyklu "Bohaterowie Grecji"):
„Żem zabrał jak relikwię z Arkadji głaz mały,
Kędy się wysadziła garść ludzi w powietrze,
Których, dokąd świat będzie, duchy będą stały
Przewodem walk ludzkości, i czas ich nie zetrze!”.